# Hurley, Berkshire
Hurley är en civil parish i Storbritannien.   Den ligger i kommunen Windsor and Maidenhead i riksdelen England, i den södra delen av landet, 50 km väster om huvudstaden London.